# Itsukushima-jinja
Itsukushima-jinja (jap. 厳島神社) – chram shintō na wyspie Itsukushima w mieście Hatsukaichi (prefektura Hiroshima w Japonii). Znajduje się na liście światowego dziedzictwa UNESCO. Część budynków i przedmiotów została uznana przez rząd japoński za skarby narodowe.
Chram wywodzi swoje początki z VI wieku, ale w obecnej formie istnieje od 1168 roku dzięki funduszom dostarczonym przez polityka i wojskowego, Kiyomori Tairę (1118–1181). Konstrukcja świątyni, opierająca się na pomostach zbudowanych (styl shinden-zukuri) nad zatoką, wiąże się z dawnym statusem wyspy jako świętej ziemi. W dawnych czasach przeciętni ludzie nie mogli postawić stopy na wyspie. Przybywali łodzią, przepływając pod bramą, która wydawała się pływać. Obok świątyni znajduje się scena najstarszego w Japonii teatru nō, zbudowanego w 1568 roku.
Efektowna brama torii chramu Itsukushima jest jedną z największych atrakcji turystycznych Japonii. Widok torii na tle znajdującej się na wyspie góry Misen jest zaliczany do jednego z trzech słynnych pejzaży (Nihon-sankei) (pozostałe to: zatoka Matsushima i mierzeja Ama-no-hashidate). Brama istnieje od 1168, ale obecna konstrukcja pochodzi z 1875. Torii jest zbudowana z drewna kamforowego, ma 16 m wysokości, a jej górna belka poprzeczna – składająca się z dwóch części: górnej kasagi i dolnej shimaki –  ma 23 m długości. Dla zapewnienia dodatkowej stabilności zbudowano ją w stylu „czterech nóg” (yotsu-ashi).

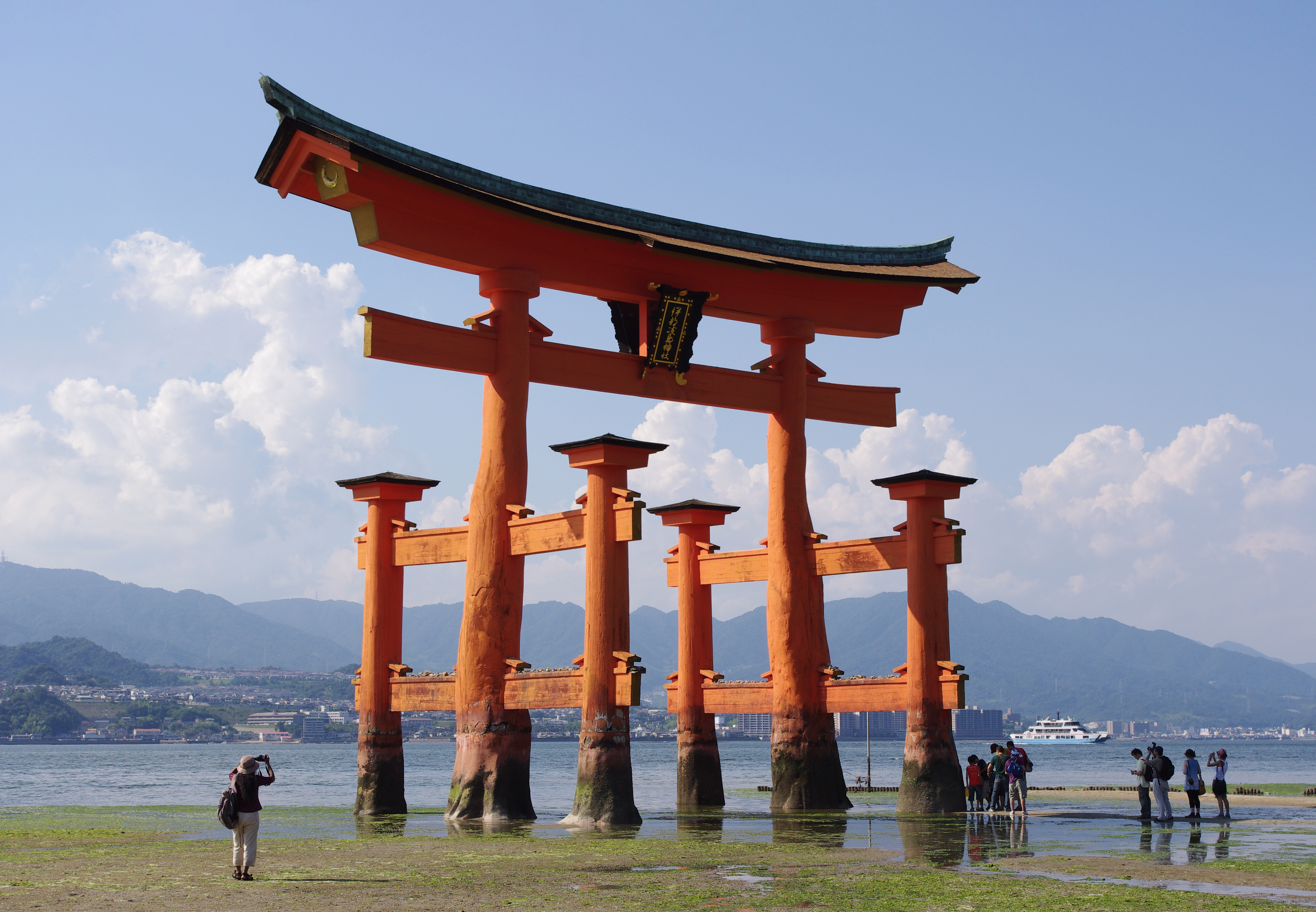
Zwiedzający przy Itsukushima-jinja podczas odpływu

Charakterystyczny widok bramy unoszącej się na wodzie można zobaczyć tylko w czasie przypływu. W czasie odpływu jest otoczona mułem i można podejść do niej pieszo z wyspy. Zwiedzający wkładają w szpary nóg monety i wypowiadają życzenie. W czasie odpływu popularne jest zbieranie w pobliżu bramy owoców morza.
Zachowanie czystości sanktuarium jest tak ważne, że aż do 1878 nie zezwalano w nim na żadne urodziny lub śmierci. Pogrzeby na wyspie są zabronione. Zmarłych przewozi się na ląd stały, aby ich tam pochować, a krewni muszą przed powrotem na wyspę odbyć obrzęd oczyszczenia jako skażeni śmiercią.
Główny pawilon poświęcony jest trzem boginiom shintō, córkom Amaterasu i Susanoo: Takiribime, Ichikishimahime i Tagitsuhime. Pozostałe, liczne budynki są przeznaczone m.in. do modłów, oczyszczenia i składania ofiar. Znajduje się tam scena, na której wykonywane są tradycyjne tańce kagura oraz dwa pawilony muzyczne. Są tam także oddzielne chramy poświęcone: Ōkuninushiemu i Tenjinowi. Na brzegu zatoki stoi pagoda, a przy niej nowoczesny, odporny na trzęsienia ziemi budynek skarbca, w którym zgromadzono setki bezcennych przedmiotów: zwoje malowanego pergaminu, maski, wachlarze, zbroje i porcelanę. W pobliżu stoi niedokończony chram shintō o nazwie Senjō-kaku (Pawilon Tysiąca Tatami), na który według podań zużyto drewno z jednego tylko drzewa kamforowego.
5 września 2004 roku chram został poważnie uszkodzony przez tajfun. Pomosty i dach zostały częściowo zniszczone, co doprowadziło do czasowego zamknięcia sanktuarium.

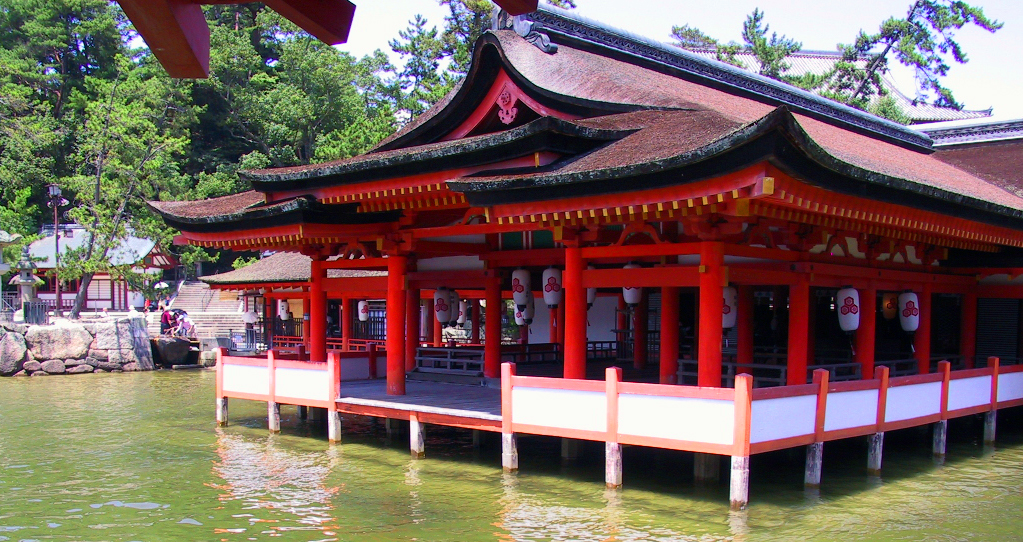
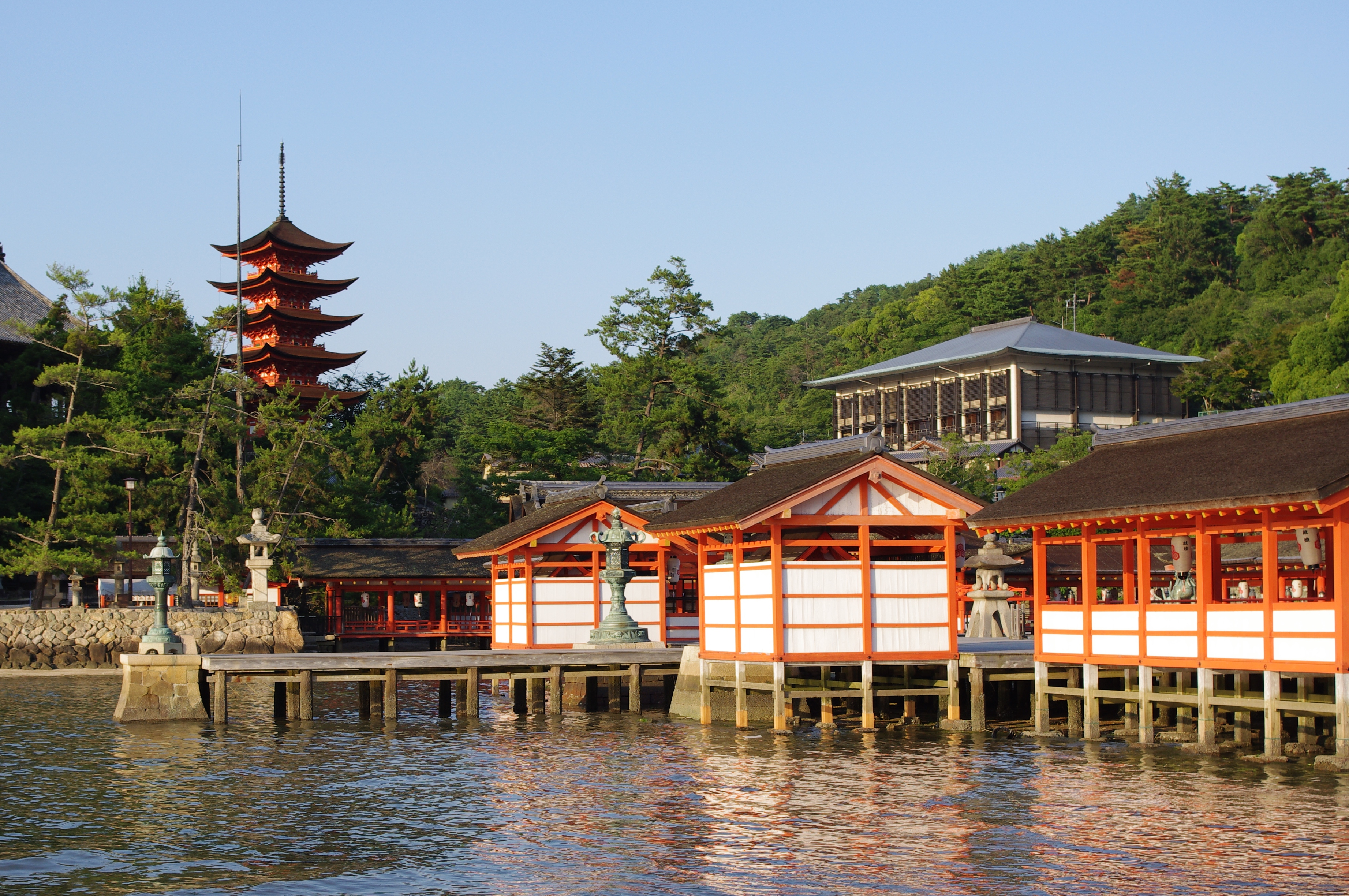
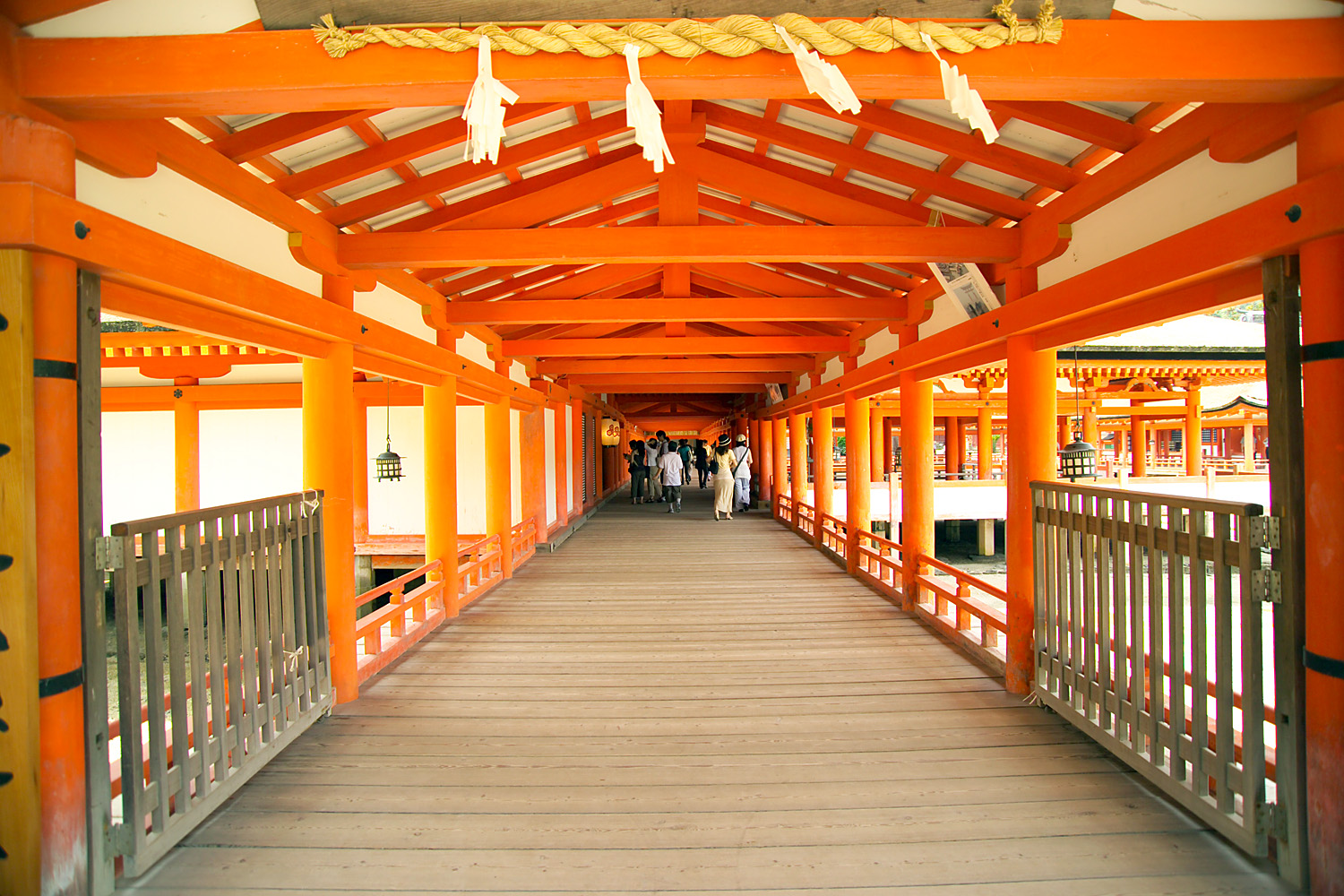
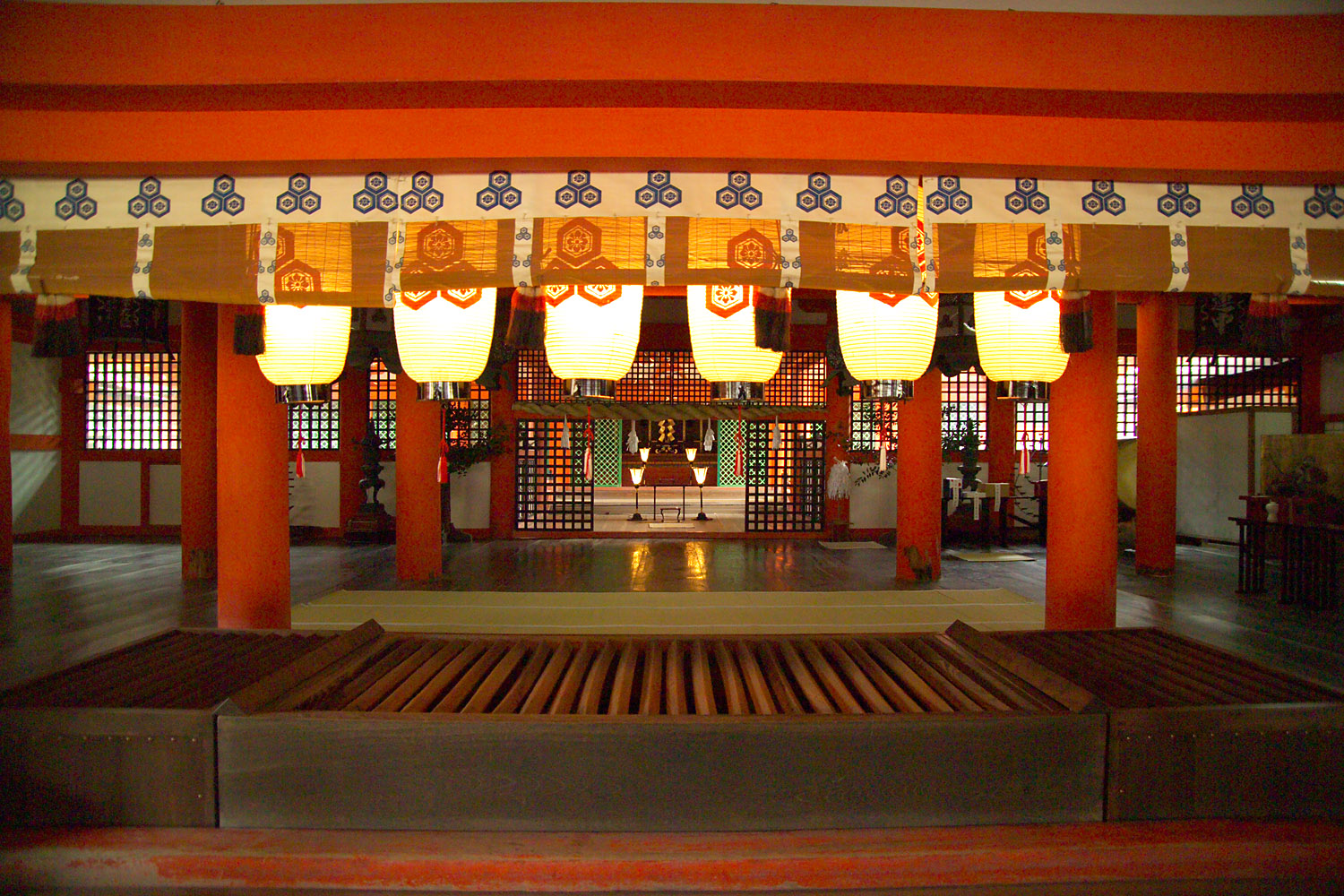